# Onaćky (obwód połtawski)
Onaćky (ukr. Онацьки) – wieś na Ukrainie, w obwodzie połtawskim, w rejonie połtawskim, w hromadzie Dykańka.